# 火山噴出物

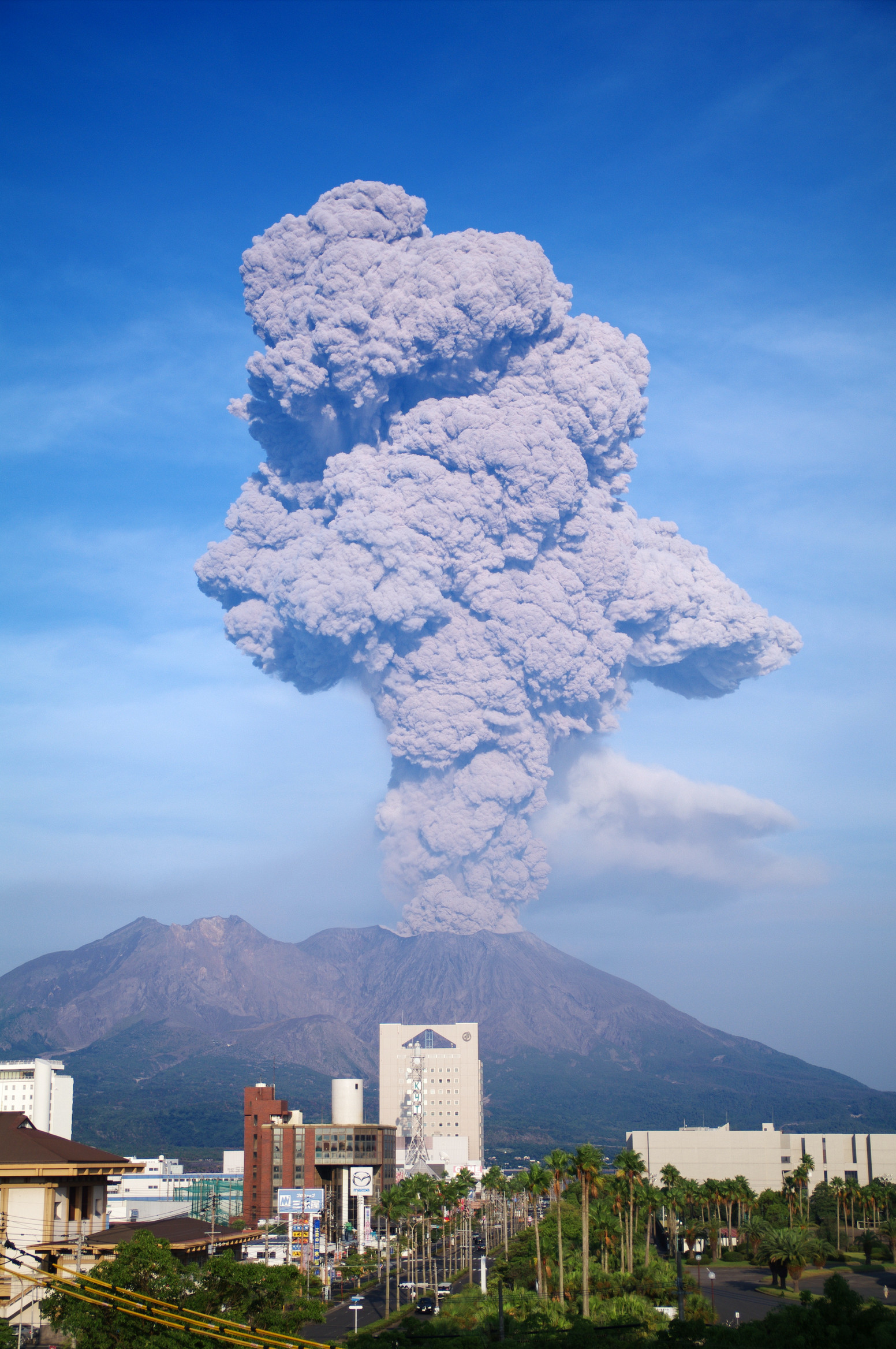
火山の噴火による噴煙（桜島）

火山噴出物（かざんふんしゅつぶつ、英: ejecta）は、火山活動の際に、地表に噴出した物質全ての総称。
マントルや地殻下部で形成されたマグマの上昇から始まって噴火に至るまでの現象（火山活動）で、マグマやその通り道となった地層に由来する様々な物質の大半は、溶岩や火山砕屑物の形で噴火時に放出される。しかし、火山噴出物の地表への放出は、必ずしも噴火することを必要としない。火山ガスや温泉など噴火を伴わない噴出物もある。
火山ガスの噴出状態の変化や温泉の水温変化は、噴火と関連性があり、その観測データが実際に噴火予知に生かされている。

## 分類
火山から噴出する物質には以下のものがある。
- 気体状態で噴出するもの
  - 火山ガス
  - 火砕流
- 液体状態で噴出するもの
  - 溶岩
  - 熱水泉/温泉（火山性のものに限る）
- 固体状態で噴出するもの
  - 火山砕屑物（「火砕物」と略されることが多い。火山灰、火山礫、火山岩塊、火山弾、軽石など）